# Virginio
Virginio Simonelli, mais conhecido como Virginio, (Fondi, 31 de janeiro de 1985) é um cantor e músico italiano.
Estreou em 2006 participando do Festival de Sanremo 2006 na categoria de Novas Propostas com a canção Davvero. Em 2011 venceu a décima edição do talent show italiano Amici di Maria di Filippi na categoria canto.

## Biografia
Depois de estudar desenho na Academia das Belas Artes de Milão, entra em contato com o gerente de uma gravadora, Ivo Grasso, (seu professor) com o qual começa a colaborar.
Em 2006 participa do 56° Festival de Sanremo na categoria de Novas Propostas com uma canção escrita por ele mesmo, Davvero, que antecipa o seu primeiro álbum Virginio, produzido por Ivo Grasso e Fabrizio Grenghi. O álbum contém dez faixas, nas quais as letras são escritas pelo cantor que junto com Paulo Agosta, compôs as melodias. Como autor escreveu duas canções para Paola & Chiara, intituladas Milleluci e Adesso stop!, presentes em seu álbum de 2010 Milleluci.
Em setembro de 2010 foi escolhido na categoria canto para participar da fase inicial da décima edição do talent show Amici di Maria de Filippi e apresenta a canção inédita A maggio cambio, escrito para ele por Francesco "Kekko" Silvestre do Modà. Depois consegue participar da fase noturna do programa e em 6 de março de 2011 vence a décima edição do talent show na categoria canto, recebendo um prêmio de 100.000 euros. Em 8 de março de 2011 é publicado o EP Finalmente, editado pela Universal Music Group, sua antiga gravadora. Em 8 de abril lança o videoclipe oficial do primeiro single extraido do EP, Ad occhi chiusi e em 20 de maio é lançado o single Sale com seu respectivo videoclipe.
Até hoje o álbum vendeu mais de 30.000 cópias, recebendo a certificação de disco de ouro.

## Discografia

### Álbum
- 2006: Virginio
- 2012: Ovunque

### EP
- 2011: Finalmente

### Singles
- 2006: Davvero
- 2006: Instabile[8]
- 2006: Novembre[8]
- 2011: Ad occhi chiusi
- 2011: Sale
- 2012: Alice (Elis)

### Videoclipe
- 2006: Davvero
- 2011: Ad occhi chiusi
- 2011: Sale
- 2012: Alice (Elis)

### Compilações
- 2011: Amici 10

## Turnês
- 2011
  - Finalmente Tour[9]

### Outras turnês
- 2011
  - Nokia Amici in Tour[10]
  - Sete di Radio Tour[11]
  - Radio Bruno Estate Tour[12]
  - Radionorba Battiti Live[13]
  - Company Contatto[14]

## Prêmios e reconhecimentos
- 2011
  - Vencedor da categoria canto da décima edição do programa Amici di Maria De Filippi.[15]
  - Disco de ouro pela venda do EP Finalmente.[16]
  - Wind Music Awards pelo ouro do EP Finalmente.[17]